# Eduard Schönbach-Nitsche
Eduard Schönbach-Nitsche (28. ledna 1872 Petrovice – 13. března 1951 Krásný Les) byl německý katolický kněz, čestný kanovník katedrální kapituly sv. Štěpána v Litoměřicích.

## Život

### Původ
Petrovický rodák byl manželský syn Franze Xavera Schönbacha a jeho druhé ženy Marie Josefy Schönbachové. Pocházel z více dětí. Katolicky pokřtěn byl 28. ledna 1872 ve farním kostele sv. Mikuláše v Petrovicích místním kaplanem P. Antonem Flieglem. Při křtu pak obdržel jméno Eduard. Jeho biologičtí i adoptivní rodiče se hlásili k německé národnosti a němčinu považovali za svůj rodný jazyk. Češtinu ovládali pouze částečně (tj. jen pro úřední potřebu).
Manželé Anton a Anna Nitschovi bydlící v domě čp. 221 (v části tohoto domu byla Obcí Petrovice v roce 1939 zřízena Mateřská školka) se jakožto fundátoři např. podíleli v roce 1908 na pořízení vitrážového okna „Zmrtvýchvstání Páně“ v presbytáři farního kostela sv. Mikuláše v Petrovicích, a také na celkové obnově kříže nad místem posledního odpočinku 500 obětí války z roku 1813 (tj. nad hřbitovem) v roce 1909.

### Studium
První ucelené vzdělání získal v letech 1878–1883 na Obecné škole v Petrovicích. Pro své nadání byl poslán na Gymnázium do Litoměřic, kde také dne 21. července 1891 úspěšně složil předepsanou maturitní zkoušku s vyznamenáním.
Od roku 1891 studoval filosofii a teologii v litoměřickém diecézním kněžském semináři. V posledním roce těchto studií (tj. v první polovině kalendářního roku 1895) jej ale přijali za svého - „adoptovali“ (od té doby proto používal zdvojené příjmení Schönbach-Nitsche) bezdětní manželé Anton Nitsche (31. prosince 1835, Petrovice - 8. května 1910, Petrovice), syn Franze Nitscheho - hospodáře v Petrovicích a Weroniky roz. Wolf, a Anny Nitsche roz. Kleim (8. listopadu 1939, Petrovice - 19. prosince 1921, Petrovice).

### Kněžské působení
Kněžské svěcení přijal z rukou litoměřického biskupa Msgre ThDr. Jana Křtitele Emanuela Schönbela, O.Cr. dne 7. července 1895 v katedrále sv. Štěpána v Litoměřicích. (Později byl na kněze vysvěcen také jeho synovec P. Anton Nitsche, který napsal publikaci o Petrovicích.)
Svou primiční mši sv. (tj. první mši sv.) sloužil 21. července 1895 ve farním kostele sv. Mikuláše v Petrovicích.
Jeho prvním a zároveň posledním kaplanským působištěm se mu stává ode dne 18. července 1896 farnost Lovosice. Od 1. září 1899 je ustanoven prozatímním katechetou (učitelem náboženství) a od 25. dubna 1900 definitivním katechetou na Chlapecké škole měšťanské v Litoměřicích, kde působil až do konce školního roku 1908/1909 (tj. do 30. června 1909).
Po návratu do duchovní správy (1. července 1909) se stal děkanem děkanství litoměřického, později také okrskovým vikářem úštěckého vikariátu a biskupským konzistorním radou. O čtrnáct let později (tj. v roce 1923) je litoměřickým biskupem Msgre. ThDr. h.c. Josefem Grossem jmenován čestným kanovníkem katedrální kapituly sv. Štěpána v Litoměřicích.
Po svém pensionování (ke dni 19. prosinci 1929) opustil Litoměřice a na šest let (tj. do roku 1935) se přestěhoval do Vídně. Poté přijal místo „domácího kaplana“ v klášteře „školské kongregace“ Dcer Božské Lásky v Blahutovicích.

### Závěr života po II. světové válce
Do svého rodiště se vrátil bez jakéhokoli majetku (pozbyl dokonce i o osobní doklady) na sklonku II. světové války (tj. 5. května 1945). Tehdy se musel rozhodnout, zdali se svými příbuznými a ostatními známými odejde do „nové vlasti“ - tj. do válkou zničeného Německa, nebo využije možnosti zůstat zcela sám ve své „staré vlasti“ - tj. v Československu. Dle vzpomínek pamětníků měl tehdy prohlásit: „Jsem už příliš starý na to, abych se někam stěhoval.“ a tak se rozhodl pro své setrvání na rodinném hospodářství (cca 20 ha) v Petrovicích, kde chtěl „v osamění“ prožít poslední roky svého života.
Téměř ihned začal z Petrovic vypomáhat P. Robertu Rehneltovi, který z Hebartic z vlastní iniciativy záhy po II. světové válce odsunutém P. Maxi Preisovi dojížděl do sousedního Krásného Lesa. Teprve po ustanovení administrátorem v Krásném Lese na konci roku 1945, se přestěhoval z Petrovic na faru do Krásného Lesa. Po odsunu P. Aloise Schwitzeho, duchovního správce na Nakléřově a P. Romana Endtricha, duchovního správce v Petrovicích v polovině roku 1946 převzal (tzv. excurrendo z krásného Lesa) duchovní správu také na Nakléřově a v Petrovicích.
Ke sklonku svého života trpěl poměrně těžkým zánětem ve svalech. Zemřel dne 13. března 1951 ve 14 hodin ve věku 79 let na dnes již neexistující faře v Krásném Lese. Jako příčina úmrtí se uvádí „pneumonia insef. cordis“. Jeho tělesné ostatky byly dne 20. března 1951 po vykonání pohřebních obřadů ve farním kostele sv. Mikuláše v Petrovicích uloženy do „rodinné“ hrobky Antonína a Anny Nitschových v Petrovicích.